# ألعاب عالمية لرياضة القدرة
الألعاب العالمية لرياضة القدرة (المعروفة باسم الألعاب العالمية لرياضة المُقعدين ومبتوري الأطراف (IWAS) قبل 2023) هي حدث متعدد الرياضات للرياضيين الذين يستخدمون الكراسي المتحركة أو مبتوري الأطراف. وينظمها الاتحاد الدولي لرياضة المُقعدين ومبتوري الأطراف (IWASF سابقاً)، وهي خليفة لألعاب ستوك ماندفيل الأصلية التي أسسها لودفيج غوتمان في 1948، وتحديداً ألعاب ستوك ماندفيل الدولية - أول مسابقة رياضية دولية للرياضيين ذوي الإعاقة والتي أقيمت في 1952 (والذي كان عاماً أولمبياً بذاته) بين رياضيين بريطانيين وهولنديين وكانت في النهاية مقدمة للألعاب البارالمبية الحديثة.
أقيمت نسخ 1960 و1964 و1968 و1972 من ألعاب ستوك ماندفيل الدولية في نفس البلد المضيف للألعاب الأولمبية الصيفية؛ واعتُرف بها لاحقاً بأثر رجعي على أنها أيضاً أول أربع ألعاب بارالمبية. استمرت إقامة الحدث سنوياً، ببساطة باسم دورة ألعاب ستوك مانديفيل الدولية، بين الأعوام البارالمبية.
بعد توسع الألعاب البارالمبية لتشمل أحداثاً لتصنيفات الإعاقة بخلاف الكراسي المتحركة، استمر استضافة ألعاب ستوك ماندفيل الدولية لرياضي الكراسي المتحركة سنوياً في ستوك مانديفيل، وفي بلدان أخرى لاحقاً، في جميع الأعوام غير البارالمبية.
اندمجت ألعاب رياضات المُقعدين ومبتوري الأطراف العالمية السابقة مع الرابطة الدولية للرياضة والترفيه الشلل الدماغي (CPISRA) في 2024، لتشكيل رياضة القدرة العالمية وأُعيد تسمية «الألعاب العالمية لرياضة المُقعدين ومبتوري الأطراف» مرة أخرى بـالألعاب العالمية لرياضة القدرة وفقاً لذلك.
خُطط لحدث منفصل يُعرف باسم ألعاب غوتمان للأحداث والتخصصات التي لم تُدرج بعد في جداول الألعاب البارالمبية، والتي تنظمها رياضة القدرة العالمية في 2024.

## التاريخ
انطلق الحدث لأول مرة في 1948 باسم ألعاب ستوك مانديفيل برعاية طبيب الأعصاب لودفيج غوتمان، الذي نظم مسابقة رياضية تضم قدامى المحاربين في الحرب العالمية الثانية الذين يعانون من إصابات في النخاع الشوكي في منشأة إعادة التأهيل بمستشفى ستوك مانديفيل في أيلزبري بإنجلترا، والتي أقيمت بالتزامن مع أول دورة ألعاب أوليمبية بعد الحرب في لندن. انضمت هولندا إلى الحدث في 1952، مما أدى إلى إنشاء أول مسابقة رياضية دولية للرياضيين ذوي الإعاقة، وبعد ذلك أُعيد تسميتها بـألعاب ستوك مانديفيل الدولية.
بدأت دورة الألعاب البارالمبية الدولية تُقام بتزايد في 1960 والأعوام الأولمبية اللاحقة، في نفس البلد (إن لم يكن نفس المدينة المضيفة) مثل الألعاب الأولمبية الخاصة بها، مع بقاء جميع الإصدارات الأخرى في ستوك مانديفيل. كما أُشير إلى هذه الألعاب بكثرة باسم «الألعاب البارالمبية»، في الأصل في إشارة إلى بارابليجيا (الشلل السفلي)، ولكن في وقت لاحق أُشير رسمياً إلى حدث يقام بالتوازي مع الحركة الأولمبية. بينما تطورت الألعاب البارالمبية لتشمل رياضيين من جميع أنواع الإعاقة بدءاً من 1976، استمرت دورة ألعاب ستوك مانديفيل في التنظيم كحدث متعدد الرياضات لرياضي الكراسي المتحركة في السنوات غير البارالمبية. أقيمت الألعاب سنوياً في أيلزبري تحت إشراف الاتحاد الدولي لألعاب ستوك مانديفيل، والذي أصبح فيما بعد الاتحاد الدولي لرياضة الكراسي المتحركة في ستوك مانديفيل.
دُمجت الألعاب مع مسابقة للرياضيين مبتوري الأطراف نظمتها المنظمة الدولية للرياضة للمعاقين في 2003. واندمج الاتحاد الدولي لرياضة الكراسي المتحركة في ستوك مانديفيل والمنظمة الدولية للرياضة للمعاقين لإنشاء الاتحاد الدولي لرياضة الكراسي المتحركة ومبتوري الأطراف في 2004. وأُعيد تسمية الألعاب لاحقاً باسم «الألعاب العالمية لرياضة الكراسي المتحركة ومبتوري الأطراف» في 2005، ثم أُعيد تسميتها لاحقاً ببساطة إلى «الألعاب العالمية للاتحاد الدولي لرياضة الكراسي المتحركة ومبتوري الأطراف».
اندمج الاتحاد الدولي لرياضة الكراسي المتحركة ومبتوري الأطراف السابق مع جمعية الرياضة والترفيه الدولية للشلل الدماغي في 2024، لتشكيل الاتحاد الدولي لرياضة القدرة.

## الألعاب حسب السنة
كانت المسابقة الافتتاحية، والتي كانت تسمى في البداية «ألعاب ستوك مانديفيل للمقعدين» في 1948، تسمى «ألعاب ستوك مانديفيل» في العام التالي، قبل أن تصبح «ألعاب ستوك مانديفيل الدولية» في 1952.
أقيمت ألعاب ستوك مانديفيل الدولية في نفس المدينة المضيفة للألعاب الأولمبية الصيفية ابتداءً من 1960 خلال سنوات الألعاب الأولمبية الصيفية. اعتُرف بهذه الإصدارات الخاصة من الألعاب بأثر رجعي على أنها أول أربع ألعاب بارالمبية. كانت الألعاب تُقام في ستوك مانديفيل في جميع السنوات الأخرى. بدءاً من 1976، بدأت الألعاب البارالمبية في استضافة أحداث لمبتوري الأطراف وضعاف البصر؛ في هذه المرحلة، لم تعد الألعاب البارالمبية تُعتبر إصدارات من ألعاب ستوك مانديفيل الدولية، لكن ألعاب ستوك مانديفيل الدولية توقفت خلال سنوات الألعاب البارالمبية.
| السنة                                                             | اسم الحدث                                                        | المضيف                             | تعليق |
| ألعاب ستوك مانديفيل                                               | ألعاب ستوك مانديفيل                                              | ألعاب ستوك مانديفيل                | ألعاب ستوك مانديفيل |
| ----------------------------------------------------------------- | ---------------------------------------------------------------- | ---------------------------------- | --- |
| 1948                                                              | ألعاب ستوك مانديفيل للمقعدين                                     | ستوك مانديفيل، المملكة المتحدة     | 28 يوليو 1948، مسابقة القوس والسهم، 16 متنافساً (14 رجلاً وامرأتان) |
| 1949                                                              | ألعاب ستوك مانديفيل                                              | ستوك مانديفيل، المملكة المتحدة     | تنافست ستة فرق. وقُدمت لعبة كرة الشبكة على الكراسي المتحركة (التي أصبحت فيما بعد كرة السلة على الكراسي المتحركة). |
| 1950                                                              | ألعاب ستوك مانديفيل                                              | ستوك مانديفيل، المملكة المتحدة     | |
| 1951                                                              | ألعاب ستوك مانديفيل                                              | ستوك مانديفيل، المملكة المتحدة     | |
| ألعاب ستوك مانديفيل الدولية                                       |                                                                  |                                    | |
| 1952                                                              | ألعاب ستوك مانديفيل الدولية 1                                    | ستوك مانديفيل، المملكة المتحدة     | شارك فريق هولندي، مما جعل الألعاب حدثاً دولياً لأول مرة. |
| 1953                                                              | ألعاب ستوك مانديفيل الدولية 2                                    | ستوك مانديفيل، المملكة المتحدة     | |
| 1954                                                              | ألعاب ستوك مانديفيل الدولية 3                                    | ستوك مانديفيل، المملكة المتحدة     | |
| 1955                                                              | ألعاب ستوك مانديفيل الدولية 4                                    | ستوك مانديفيل، المملكة المتحدة     | |
| 1956                                                              | ألعاب ستوك مانديفيل الدولية 5                                    | ستوك مانديفيل، المملكة المتحدة     | |
| 1957                                                              | ألعاب ستوك مانديفيل الدولية 6                                    | ستوك مانديفيل، المملكة المتحدة     | |
| 1958                                                              | ألعاب ستوك مانديفيل الدولية 7                                    | ستوك مانديفيل، المملكة المتحدة     | |
| 1959                                                              | ألعاب ستوك مانديفيل الدولية 8                                    | ستوك مانديفيل، المملكة المتحدة     | |
| الفترة المشتركة لألعاب ستوك مانديفيل الدولية والألعاب البارالمبية |                                                                  |                                    | |
| 1960                                                              | ألعاب ستوك مانديفيل الدولية 9 والألعاب البارالمبية الصيفية 1960  | روما، إيطاليا                      | شارك 400 متنافس من 23 دولة (10 منهم حائزون على ميداليات) في 8 رياضات. أول نسخة تقام خارج المملكة المتحدة، في نفس المدينة المضيفة للألعاب الأولمبية الصيفية. أُقيمت في روما على أمل أن تصبح أكثر شهرة على المستوى الدولي وتتكامل مع الاتحادات الرياضية الوطنية والدولية الأخرى لتنظيم ما سيُعرف بالألعاب البارالمبية. |
| 1961                                                              | ألعاب ستوك مانديفيل الدولية 10                                   | ستوك مانديفيل، المملكة المتحدة     | |
| 1962                                                              | ألعاب ستوك مانديفيل الدولية 11                                   | ستوك مانديفيل، المملكة المتحدة     | |
| 1963                                                              | ألعاب ستوك مانديفيل الدولية 12                                   | ستوك مانديفيل، المملكة المتحدة     | |
| 1964                                                              | ألعاب ستوك مانديفيل الدولية 13 والألعاب البارالمبية الصيفية 1964 | طوكيو، اليابان                     | دورة الألعاب البارالمبية الثانية بأثر رجعي |
| 1965                                                              | ألعاب ستوك مانديفيل الدولية 14                                   | ستوك مانديفيل، المملكة المتحدة     | |
| 1966                                                              | ألعاب ستوك مانديفيل الدولية 15                                   | ستوك مانديفيل، المملكة المتحدة     | |
| 1967                                                              | ألعاب ستوك مانديفيل الدولية 16                                   | ستوك مانديفيل، المملكة المتحدة     | |
| 1968                                                              | ألعاب ستوك مانديفيل الدولية 17 والألعاب البارالمبية الصيفية 1968 | تل أبيب، إسرائيل                   | دورة الألعاب البارالمبية الثالثة بأثر رجعي. النسخة الأولى التي تقام خارج المدينة المضيفة للألعاب الأولمبية. |
| 1969                                                              | ألعاب ستوك مانديفيل الدولية 18                                   | ستوك مانديفيل، المملكة المتحدة     | |
| 1970                                                              | ألعاب ستوك مانديفيل الدولية 19                                   | ستوك مانديفيل، المملكة المتحدة     | |
| 1971                                                              | ألعاب ستوك مانديفيل الدولية 20                                   | ستوك مانديفيل، المملكة المتحدة     | |
| 1972                                                              | الألعاب البارالمبية الصيفية 1972 وألعاب ستوك ماندفيل الدولية 21  | هايدلبرغ، ألمانيا الغربية          | دورة الألعاب البارالمبية الرابعة بأثر رجعي، النسخة الأولى التي احتل فيها لقب «الألعاب البارالمبية» الصدارة. وهي النسخة الأخيرة التي كانت بمثابة دورة مشتركة لألعاب ستوك ماندفيل الدولية والألعاب البارالمبية. أقيمت في الدولة المضيفة للأولمبياد لأول مرة منذ 1964.                                                |
| 1973                                                              | ألعاب ستوك مانديفيل الدولية 22                                   | ستوك مانديفيل، المملكة المتحدة     | |
| 1974                                                              | ألعاب ستوك مانديفيل الدولية 23                                   | ستوك مانديفيل، المملكة المتحدة     | |
| 1975                                                              | ألعاب ستوك مانديفيل الدولية 24                                   | ستوك مانديفيل، المملكة المتحدة     | |
| انفصال الألعاب البارالمبية وألعاب ستوك ماندفيل الدولية.           |                                                                  |                                    | |
| 1977                                                              | ألعاب ستوك مانديفيل الدولية 25                                   | ستوك مانديفيل، المملكة المتحدة     | |
| 1978                                                              | ألعاب ستوك مانديفيل الدولية 26                                   | ستوك مانديفيل، المملكة المتحدة     | |
| 1979                                                              | ألعاب ستوك مانديفيل الدولية 27                                   | ستوك مانديفيل، المملكة المتحدة     | |
| 1981                                                              | ألعاب ستوك مانديفيل الدولية 28                                   | ستوك مانديفيل، المملكة المتحدة     | |
| 1982                                                              | ألعاب ستوك مانديفيل الدولية 29                                   | ستوك مانديفيل، المملكة المتحدة     | |
| 1983                                                              | ألعاب ستوك مانديفيل الدولية 30                                   | ستوك مانديفيل، المملكة المتحدة     | |
| 1985                                                              | ألعاب ستوك مانديفيل الدولية 31                                   | ستوك مانديفيل، المملكة المتحدة     | |
| 1986                                                              | ألعاب ستوك مانديفيل الدولية 32                                   | ستوك مانديفيل، المملكة المتحدة     | |
| 1987                                                              | ألعاب ستوك مانديفيل الدولية 33                                   | ستوك مانديفيل، المملكة المتحدة     | |
| 1989                                                              | ألعاب ستوك مانديفيل الدولية 34                                   | ستوك مانديفيل، المملكة المتحدة     | |
| 1990                                                              | ألعاب ستوك مانديفيل الدولية 35                                   | ستوك مانديفيل، المملكة المتحدة     | |
| 1991                                                              | ألعاب ستوك مانديفيل الدولية 36                                   | ستوك مانديفيل، المملكة المتحدة     | |
| 1993                                                              | ألعاب ستوك مانديفيل الدولية 37                                   | ستوك مانديفيل، المملكة المتحدة     | |
| 1994                                                              | ألعاب ستوك مانديفيل الدولية 38                                   | ستوك مانديفيل، المملكة المتحدة     | |
| 1995                                                              | ألعاب ستوك مانديفيل الدولية 39                                   | ستوك مانديفيل، المملكة المتحدة     | |
| الألعاب العالمية للكراسي المتحركة                                 |                                                                  |                                    | |
| 1997                                                              | الألعاب العالمية للكراسي المتحركة                                |                                    | أصبحت ألعاب ستوك مانديفيل الدولية دورة «الألعاب العالمية للكراسي المتحركة» منذ 1997. |
| 1998                                                              | الألعاب العالمية للكراسي المتحركة                                |                                    | |
| 1999                                                              | الألعاب العالمية للكراسي المتحركة                                | كرايستشرش، نيوزيلندا               | |
| 2001                                                              | الألعاب العالمية للكراسي المتحركة                                |                                    | |
| 2002                                                              | الألعاب العالمية للكراسي المتحركة                                |                                    | |
| 2003                                                              | الألعاب العالمية للكراسي المتحركة                                | كرايستشرش، نيوزيلندا               | |
| الألعاب العالمية للكراسي المتحركة ومبتوري الأطراف                 |                                                                  |                                    | |
| 2005                                                              | الألعاب العالمية للكراسي المتحركة ومبتوري الأطراف                | ريو دي جانيرو، البرازيل            | أُعيد تسميتها «الألعاب العالمية للكراسي المتحركة ومبتوري الأطراف» شارك فيها أكثر من 700 رياضي من 44 دولة. وشملت خمس منافسات: ألعاب القوى، وكرة الطاولة، والسهم والقوس، والبلياردو. |
| 2006                                                              | الألعاب العالمية للكراسي المتحركة ومبتوري الأطراف                | بنغالور، كرناتكا، الهند            | |
| 2007                                                              | الألعاب العالمية للكراسي المتحركة ومبتوري الأطراف                | تايبيه، تايبيه الصينية             | |
| الألعاب العالمية للاتحاد الدولي للكراسي المتحركة ومبتوري الأطراف  |                                                                  |                                    | |
| 2009                                                              | الألعاب العالمية للاتحاد الدولي للكراسي المتحركة ومبتوري الأطراف | بنغالور، كرناتكا، الهند            | تغير اسمها إلى الألعاب العالمية للاتحاد الدولي للكراسي المتحركة ومبتوري الأطراف. وأصبحت تقام كل عامين اعتباراً من 2010. |
| 2011                                                              | الألعاب العالمية للاتحاد الدولي للكراسي المتحركة ومبتوري الأطراف | الشارقة، الإمارات                  | 1–10 ديسمبر، 2011 |
| 2013                                                              | الألعاب العالمية للاتحاد الدولي للكراسي المتحركة ومبتوري الأطراف | ستادسكانال، هولندا                 | |
| 2015                                                              | الألعاب العالمية للاتحاد الدولي للكراسي المتحركة ومبتوري الأطراف | سوتشي، روسيا                       | |
| 2017                                                              | الألعاب العالمية للاتحاد الدولي للكراسي المتحركة ومبتوري الأطراف | فيلا ريال دي سان أنطونيو، البرتغال | |
| 2019                                                              | الألعاب العالمية للاتحاد الدولي للكراسي المتحركة ومبتوري الأطراف | الشارقة، الإمارات                  | عادت الألعاب العالمية للاتحاد الدولي للكراسي المتحركة ومبتوري الأطراف إلى دورتها السنوية |
| 2020                                                              | الألعاب العالمية للاتحاد الدولي للكراسي المتحركة ومبتوري الأطراف | ناخون راتشاسيما، تايلاند           | أُلغيت بسبب جائحة كوفيد-19. |
| 2021                                                              | الألعاب العالمية للاتحاد الدولي للكراسي المتحركة ومبتوري الأطراف | فيلا ريال دي سان أنطونيو، البرتغال | أُلغيت بسبب جائحة كوفيد-19. |
| 2022                                                              | الألعاب العالمية للاتحاد الدولي للكراسي المتحركة ومبتوري الأطراف | فيلا ريال دي سان أنطونيو، البرتغال | كان من المقرر في الأصل أن تستضيفها سوتشي، لكنها جُردت من حقوق الاستضافة في مارس 2022 رداً على الغزو الروسي لأوكرانيا، ومُنع الرياضيين والمسؤولين الروس والبيلاروسيين من المشاركة. انتقل استضافة الألعاب إلى فيلا ريال دي سان أنطونيو، البرتغال، والتي كان من المقرر في الأصل أن تستضيف الألعاب في 2021.               |
| الألعاب العالمية لرياضة القدرة                                    |                                                                  |                                    | |
| 2023                                                              | الألعاب العالمية لرياضة القدرة                                   | ناخون راتشاسيما، تايلاند           | أُعيد تسميتها الألعاب العالمية لرياضة القدرة، بعد اندماج الاتحاد الدولي للكراسي المتحركة ومبتوري الأطراف السابق مع جمعية الرياضة والترفيه الدولية للشلل الدماغي. لا تعتبر الألعاب المنفصلة لجمعية الرياضة والترفيه الدولية للشلل الدماغي جزءاً من تاريخ الألعاب العالمية لرياضة القدرة.                              |

## الألعاب تحت 23 سنة (الألعاب العالمية لرياضة الكراسي المتحركة ومبتوري الأطراف للناشئين)
استضاف الاتحاد الدولي لرياضة الكراسي المتحركة ومبتوري الأطراف مسابقات للناشئين منذ عدة سنوات، والتي أُطلق عليها اسم الألعاب العالمية لرياضة الكراسي المتحركة ومبتوري الأطراف للناشئين بحلول 2015. ومنذ 2016، أُطلق عليها اسم الألعاب العالمية لرياضة الكراسي المتحركة ومبتوري الأطراف تحت 23 عاماً وهي لا تُقام إلا في السنوات التي تضم أعداداً زوجية.
| رقم. | السنة | التاريخ          | المدينة المضيفة                        | الملعب                   | المنافسات | قائمة النتائج                                               |
| ---- | ----- | ---------------- | -------------------------------------- | ------------------------ | --------- | ----------------------------------------------------------- |
| 1    | 2005  | 6–7 يوليو        | ستوك مانديفيل، المملكة المتحدة         |                          |           | قائمة النتائج[وصلة مكسورة]                                  |
| 2    | 2006  | 14–16 يوليو      | دبلن، جمهورية أيرلندا                  |                          |           | قائمة النتائج                                               |
| 3    | 2007  | 4–6 أبريل        | إيكورهوليني، جنوب إفريقيا              | منطقة جيرميستون الرياضية |           | قائمة النتائج نسخة محفوظة 2016-09-16 على موقع واي باك مشين. |
| 4    | 2008  | 18–27 يوليو      | بيسكاتاواي، نيوجيرسي، الولايات المتحدة |                          |           | النتائج نسخة محفوظة 2016-09-16 على موقع واي باك مشين.       |
| 5    | 2009  | 16–19 يوليو      | نوتويل، سويسرا                         | ملعب نوتويل              |           | النتائج[وصلة مكسورة]                                        |
| 6    | 2010  | 19–26 أغسطس      | أولوموتس، جمهورية التشيك               |                          |           | النتائج نسخة محفوظة 2018-09-17 على موقع واي باك مشين.       |
| 7    | 2011  | 14–21 أبريل      | دبي، الإمارات                          |                          |           | قائمة النتائج[وصلة مكسورة]                                  |
| 8    | 2012  | 19–21 يوليو      | أولوموتس، جمهورية التشيك               |                          |           | النتائج[وصلة مكسورة]                                        |
| 9    | 2013  | 14–21 أغسطس      | ماياجويز، بورتوريكو                    | ملعب أمريكا الوسطى       |           | قائمة النتائج[وصلة مكسورة]                                  |
| 10   | 2014  | 3–7 أغسطس        | ستوك مانديفيل، المملكة المتحدة         |                          |           | النتائج                                                     |
| 11   | 2015  | 2–8 يوليو        | ستادسكانال، هولندا                     | متنزه ستادسكانال الرياضي |           | قائمة النتائج[وصلة مكسورة]                                  |
| 12   | 2016  | 29 يونيو–3 يوليو | براغ، جمهورية التشيك                   |                          |           | النتائج[وصلة مكسورة]                                        |

- http://www.iwasf.com/iwasf/index.cfm/games/iwas-world-junior-games1111/past-games111/

## ألعاب غتمان العالمية لرياضة القدرة
أعلنت الألعاب العالمية لرياضة القدرة عن أول دورة ألعاب غتمان العالمية لرياضة القدرة في 2024. سُميت الدورة على اسم مؤسس ألعاب ستوك مانديفيل، وستقام في ستوك مانديفيل في يوليو 2024، وستضم منافسات في رياضات غير مدرجة في البرنامج البارالمبي. ومن المقرر أن تضم رياضة الرقص البارالمبي ومسابقات الهوكي البارالمبي، بالإضافة إلى لعبة الكريكيت على الكراسي المتحركة كرياضة استعراضية. وسيكون الحدث مشابهاً إلى حد كبير للألعاب العالمية، وهو حدث مماثل متعدد الرياضات للرياضات والتخصصات غير الأولمبية.